# Nicolas Sarkozy

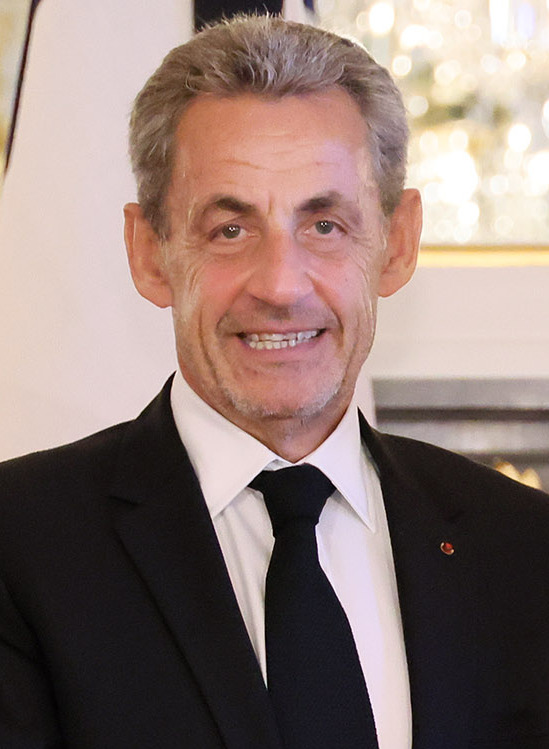
Nicolas Sarkozy (September 2022)

Nicolas Sarkozy (anhörenⓘ [nikɔ'la saʁkɔ'zi]; Nicolas Paul Stéphane Sárközy de Nagy-Bocsa; * 28. Januar 1955 in Paris) ist ein französischer Politiker. Von Mai 2007 bis Mai 2012 war er Staatspräsident der Französischen Republik.
Zuvor war er von 2002 bis 2004 und 2005 bis 2007 Innenminister sowie von März bis November 2004 Wirtschafts- und Finanzminister Frankreichs. Von 2004 bis 2007 war Sarkozy Parteivorsitzender der konservativen Union pour un mouvement populaire (UMP), von November 2014 bis August 2016 war er es erneut; in dieser Zeit benannte sich die Partei in Les Républicains um. 2012 verlor er die Präsidentschaftswahl gegen François Hollande (Parti socialiste).
Sarkozy wurde nach seiner Amtszeit wegen Bestechung und Vorteilsgewährung zu drei Jahren Freiheitsstrafe – zwei davon ausgesetzt zur Bewährung – verurteilt. Zudem verlor er für drei Jahre sein aktives und passives Wahlrecht.

## Herkunft
Sarkozys Vater Pál Sarkozy (1928–2023) stammte aus einer ungarischen Familie (Sárközy de Nagybócsa, ungarisch Nagybócsai Sárközy), die 1628 in Wien von Kaiser Ferdinand II. in seiner Funktion als König von Ungarn geadelt worden war. Die Familie besaß in Alattyán (Komitat Jász-Nagykun-Szolnok), ca. 100 km südöstlich von Budapest, ein Schloss und Ländereien. 1944 floh Sarkozys Vater vor dem Einmarsch der Roten Armee über Österreich nach Deutschland. Nach dem Krieg ließ er sich von einem französischen Rekrutierungsbüro in Baden-Baden für die Fremdenlegion anwerben. Nach dem Abschluss seiner Rekrutenzeit in Sidi bel Abbès (Französisch-Algerien) sollte er ursprünglich in Indochina eingesetzt werden. Aufgrund eines medizinischen Attests konnte er jedoch bereits 1948 nach Marseille ziehen. 1949 traf er in Paris Nicolas Sarkozys spätere Mutter Andrée Mallah. Pál Sarkozy, der insgesamt viermal verheiratet war, trat auch als Maler öffentlich in Erscheinung. So berichtete El País im Dezember 2011 von der bevorstehenden Ausstellung seiner Bilder im uruguayischen Badeort Punta del Este in der dortigen Galería de las Misiones.
Sarkozys Mutter Andrée Mallah ist eine Nachfahrin sephardischer Juden aus Thessaloniki. Ihr Großvater hieß Mordechai Mallah und war ein wohlhabender Juwelier aus Thessaloniki. Zusammen mit seiner Ehefrau Reina hatte Mallah sieben Kinder. Aaron Benico Mallah, der Großvater Sarkozys, war das jüngste der Kinder. Aaron Benico Mallah heiratete 1917 die Katholikin Adèle Bovier und konvertierte zum Christentum. Das Ehepaar hatte zwei Töchter namens Suzanne und Andrée.
Nicolas Sarkozy hat zwei Brüder, Guillaume (* 1951) und François (* 1958), sowie zwei jüngere Halbgeschwister, Caroline und Pierre-Olivier (* 1970), die aus der dritten Ehe seines Vaters (mit Christine de Ganay) stammen. Als diese Ehe 1977 scheiterte, heiratete seine Stiefmutter den US-Diplomaten Frank Wisner jun., Sohn des ehemaligen CIA-Direktors Frank Gardiner Wisner. Sie ging mit ihm in die USA. Nicolas Sarkozy hat bzw. hatte enge Beziehungen zu seinen amerikanischen Stiefgeschwistern und dem 2025 verstorbenen Frank Wisner.

## Ausbildung und Beruf
Sarkozy besuchte zunächst das angesehene Lycée Chaptal im 8. Arrondissement von Paris. Da er die sechste Klasse nicht bestand, wechselte er auf das katholische Privatgymnasium Saint Louis de Monceau und legte dort 1973 das Baccalauréat ab (entspricht dem Abitur). Anschließend absolvierte er ein Jurastudium an der Universität Paris-Nanterre (Universität Paris X), das er 1978 mit einer Maîtrise en droit im Privatrecht abschloss. Nach dem verpflichtenden Wehrdienst bei den Luftstreitkräften erwarb er ein Diplôme d’études approfondies (DEA) in Politikwissenschaft. Von 1979 bis 1981 studierte er zudem am Institut d’études politiques de Paris (Sciences Po), blieb dort aber ohne Abschluss.
Seit 1981 besitzt er eine Zulassung als Rechtsanwalt (avocat) bei der Anwaltskammer Paris. 1987 gründete er mit zwei Kollegen die Kanzlei Leibovici – Claude – Sarkozy. Auch parallel zu seiner politischen Karriere setzte er seine Tätigkeit als Anwalt fort.

## Politische Karriere

### Bis 1993: politischer Aufstieg
Sarkozy engagierte sich bei der gaullistischen Jugendorganisation Union des jeunes pour le progrès (UJP) und trat 1974 der damaligen Regierungspartei Union des démocrates pour la République (UDR) bei. Im selben Jahr war er Wahlkampfhelfer des (erfolglosen) Präsidentschaftskandidaten Jacques Chaban-Delmas. Aus der UDR ging 1976 das von Jacques Chirac geführte neogaullistische Rassemblement pour la République (RPR) hervor, in dem Sarkozy schnell Karriere machte; im Alter von 21 Jahren arbeitete er 1977 bereits im Zentralkomitee der Partei mit.
Ebenfalls 1977 wurde er in den Gemeinderat von Neuilly-sur-Seine, einem der wohlhabendsten Vororte von Paris, gewählt und war dort von 1983 bis 2002 Bürgermeister. Landesweite Bekanntheit erlangte er 1993 als Vermittler bei einer Geiselnahme in einem Kindergarten seiner Stadt. Die Geiseln blieben unverletzt, der Geiselnehmer wurde durch ein Spezialeinsatzkommando getötet. Von 1983 bis 1988 war Sarkozy zudem Abgeordneter im Regionalrat der Hauptstadtregion Île-de-France. Darüber hinaus war er von 1986 bis 1988 Vizepräsident des Generalrats des Départements Hauts-de-Seine und zeichnete in dieser exekutiven Funktion für die Kulturpolitik des Départements verantwortlich.
Bei der Parlamentswahl 1988 kandidierte Sarkozy erstmals im 6. Wahlkreis des Départements Hauts-de-Seine, in dem Neuilly-sur-Seine und Puteaux liegen. In dieser Hochburg der Konservativen wurde er mit 67,4 Prozent der Stimmen gleich im ersten Wahlgang als Abgeordneter in die Nationalversammlung gewählt. Dieser gehörte er während vier Legislaturperioden bis 2005 an – mit Unterbrechungen, wenn er ein Regierungsamt innehatte und sein Parlamentsmandat daher niederlegen musste.

### 1993–2002: Haushaltsminister und Oppositionszeit
Vom 30. März 1993 bis zum 11. Mai 1995 war Sarkozy Haushaltsminister der Regierung Balladur, deren Sprecher er auch war. Im Wahlkampf für die Präsidentschaftswahl 1995 unterstützte Sarkozy nicht seinen Parteichef, Jacques Chirac, sondern dessen innerparteilichen Konkurrenten, den amtierenden Premierminister Édouard Balladur. Chirac wertete dies als Verrat, das Verhältnis zwischen Sarkozy und Chirac galt seither als nachhaltig zerrüttet. Chirac gewann die Wahl und Sarkozy wurde nicht in das Kabinett des neuen Premierministers und Chirac-Vertrauten Alain Juppé berufen.
Als Abgeordneter gehörte Sarkozy von 1995 bis 2002 dem Finanz- und Wirtschaftsausschuss der Nationalversammlung an, in der das Mitte-rechts-Lager nach dem Sieg der Linken bei der Parlamentswahl 1997 in Opposition stand. Unter dem Parteivorsitzenden Philippe Séguin wurde er 1998 Generalsekretär des RPR. Nach dem Rücktritt Séguins im April 1999 war Sarkozy Interimsvorsitzender der Partei, bis das RPR im Dezember desselben Jahres Michèle Alliot-Marie zur neuen Vorsitzenden wählte. Bei der Europawahl im Juni 1999 war er Spitzenkandidat der gemeinsamen Liste von RPR und Démocratie libérale, die mit 12,8 Prozent der Stimmen eine schwere Niederlage erlitt. Sarkozy selbst erhielt ein Mandat im Europäischen Parlament, auf das er jedoch bereits zwei Monate später verzichtete.

### 2002–2007: Innen- und Wirtschaftsminister, UMP-Vorsitzender

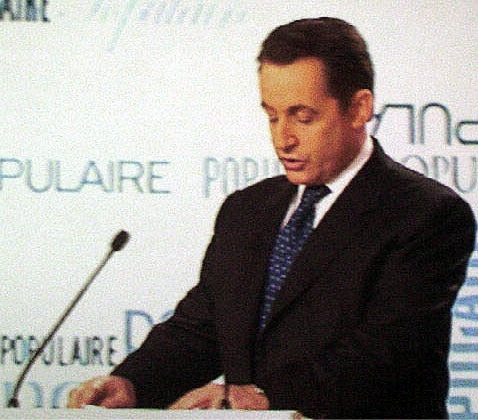
Sarkozy auf dem UMP-Parteikongress 2004

Das RPR ging im Zuge der Präsidentschaftswahl 2002 in der Mitte-rechts-Sammelpartei Union pour un mouvement populaire (UMP) auf, die den Amtsinhaber Jacques Chirac unterstützte. Anschließend war Sarkozy vom 7. Mai 2002 bis zum 30. März 2004 französischer Innenminister in der Regierung von Premierminister Jean-Pierre Raffarin. In dieser Zeit erwarb er sich den Ruf eines Law-and-order-Politikers, der entschlossen gegen Kriminalität vorgeht. Dies machte ihn in der Bevölkerung populär.
Bei den französischen Regionalwahlen im März 2004 erlitten die Konservativen eine Niederlage, Sarkozy selbst überstand die Wahl jedoch unbeschadet und wurde als Abgeordneter des Wahlbezirks (Kanton) Neuilly-sur-Seine Nord in den Generalrat des Départements Hauts-de-Seine und zum Präsidenten dieses Generalrats gewählt. Am 31. März 2004 billigte Staatspräsident Chirac eine neue Kabinettsliste, auf der Sarkozy als „Superminister“ für Wirtschaft, Finanzen und Industrie stand, der damit auch die Verantwortung für die geplanten Wirtschaftsreformen in Frankreich übernahm. Während dieser Zeit setzte er u. a. die Übernahme des deutsch-französischen Pharmaunternehmens Aventis durch den französischen Konkurrenten Sanofi-Synthélabo (seither Sanofi-Aventis) durch.

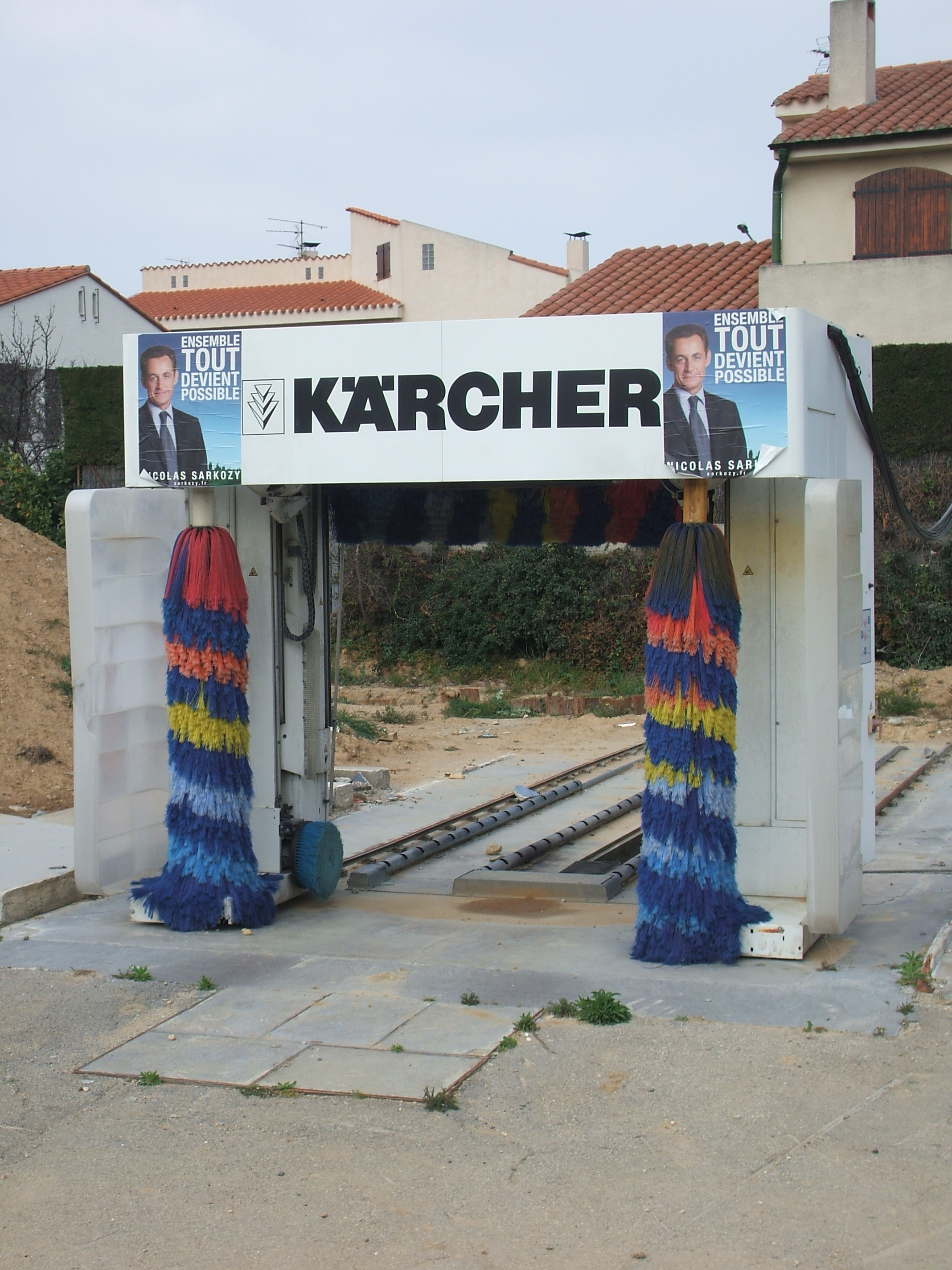
Plakatierung einer Autowaschanlage bei Perpignan während des Präsidentschaftswahlkampfes 2007 als Anspielung auf die 2005 getätigten umstrittenen Bemerkungen Sarkozys

Ende November 2004 wurde Sarkozy von den UMP-Mitgliedern mit 85 % der Stimmen zum Parteivorsitzenden gewählt. Auf Druck von Staatspräsident Chirac musste er daraufhin das Amt des „Superministers“ aufgeben. Da das Verhältnis zwischen Sarkozy und Chirac seit der Präsidentschaftswahl 1995 (siehe oben) belastet war, wird vermutet, dass der Staatspräsident die mit der Wahl des „Superministers“ Sarkozy zum UMP-Parteichef entstandene „Ämterhäufung“ lediglich zum Anlass nahm, um dem weiteren Aufstieg seines Konkurrenten einen „Dämpfer“ zu versetzen. Vergebens – denn am 2. Juni 2005 kehrte Sarkozy in der Regierung von Premierminister Dominique de Villepin, in das Amt des Innenministers zurück, in dem er bereits in der Regierung Raffarin Sympathien bei der Bevölkerung gewonnen hatte.
Im Juni 2005 löste Sarkozy in der französischen Öffentlichkeit eine lebhafte Debatte aus, als er bei zwei Besuchen der Pariser Vorstadt La Courneuve erklärte, angesichts der dort herrschenden hohen Jugendkriminalität im Zusammenhang mit den dortigen Unruhen im Jahr 2005 dränge sich ihm die Formulierung auf, hier „mit dem Hochdruckreiniger vorzugehen“. Die Wortwahl Sarkozys führte nicht zuletzt zum Zerwürfnis mit seinem Kabinettskollegen, dem französischen Minister für die Förderung von Chancengleichheit, Azouz Begag. Im Oktober und November 2005 wurde Sarkozy erneut kritisiert, weil er protestierende Jugendliche (meist nordafrikanischer Herkunft)  als „Gesindel“ bezeichnet hatte.

### Clearstream-Affäre
Im Jahr 2004 wurde Sarkozy im Rahmen der Affäre Clearstream II denunziert. So ließ ein anonymer Informant einem Untersuchungsrichter gefälschte Computerauszüge des Luxemburger Clearing-House Clearstream zukommen, die fälschlicherweise suggerierten, Sarkozy und andere Prominente hätten über Geheimkonten bei Clearstream Schmiergelder beim Verkauf französischer Fregatten an Taiwan kassiert.
Sarkozy strengte ein gerichtliches Verfahren zur Klärung der Verantwortlichkeit für diese Verleumdungskampagne an. Dabei unterstellte er seinem parteiinternen Konkurrenten Dominique de Villepin, als Innenminister dem Untersuchungsrichter Sarkozy entlastendes Material vorenthalten zu haben. Im Mai 2006 gab der Vizepräsident des Luftfahrt-Konzerns EADS, Jean-Louis Gergorin, zu, die anonymen Briefe an den Untersuchungsrichter verfasst zu haben. Die Hintergründe dieser Verleumdungsaffäre wurden bis heute nicht restlos aufgeklärt.

### Präsidentschaftswahl 2007
Sein (erneutes) Amt als Innenminister brachte ihn seinem Ziel, Kandidat der UMP für die Präsidentschaftswahl 2007 zu werden, noch näher. Chirac favorisierte den ihm stets in Loyalität verbundenen Premierminister Villepin (UMP) als „Thronerben“ für das höchste Amt des Staates, konnte sich damit aber nicht durchsetzen. Zur parteiinternen Vorwahl der UMP vom 2. bis 14. Januar 2007 zogen alle anderen Kandidaten (Michèle Alliot-Marie, Rachid Kaci, Dominique de Villepin, Nicolas Dupont-Aignan) ihre Kandidatur zurück, Sarkozy trat als einziger an und wurde mit 98,1 % der abgegebenen Stimmen nominiert.
Im Vorfeld der Präsidentschaftswahlen wurde Sarkozy in seiner Funktion als Innenminister Ende Januar 2007 von dem ehemaligen Greenpeace-Frankreich-Geschäftsleiter, Bruno Rebelle, der nach seinem Ausscheiden aus Greenpeace als umweltpolitischer Wahlkampfberater im Team Ségolène Royals tätig war, der Spionage beschuldigt. Über die angeblichen nachrichtendienstlichen Ermittlungen berichtete das Magazin Le Canard enchaîné am 24. Januar 2007. Ebenfalls im Canard enchaîné erschienen Anfang März 2007 Berichte, Sarkozy habe in seiner Zeit als Bürgermeister von Neuilly-sur-Seine einem Bauträger Vergünstigungen bei der Erschließung eines Wohnkomplexes auf der Île de la Jatte gewährt und nach dessen Errichtung dort eine Doppelwohnung zu gleichfalls ungewöhnlich günstigen Konditionen erworben.
Bei der Präsidentschaftswahl wurde Sarkozy im zweiten Wahlgang am 6. Mai 2007 zum neuen Staatspräsidenten gewählt. Er gewann die Stichwahl gegen die Kandidatin der sozialistischen Partei, Ségolène Royal, mit 53,06 %. Bereits im ersten Wahlgang am 22. April 2007 hatte Sarkozy mit 31,11 % die relative Mehrheit erzielt, aber die erforderliche absolute Mehrheit verfehlt.
Vor Antritt seines Amtes geriet Sarkozy in die Kritik der französischen Presse und Opposition, da er seinen Sieg am Wahlabend im Pariser Luxushotel Fouquet’s mit Freunden aus Industrie und Showbusiness feierte und die darauf folgenden Tage auf der Yacht des französischen Industriellen Vincent Bolloré an der Küste Maltas verbrachte.

### 2007–2012: Präsident der Französischen Republik

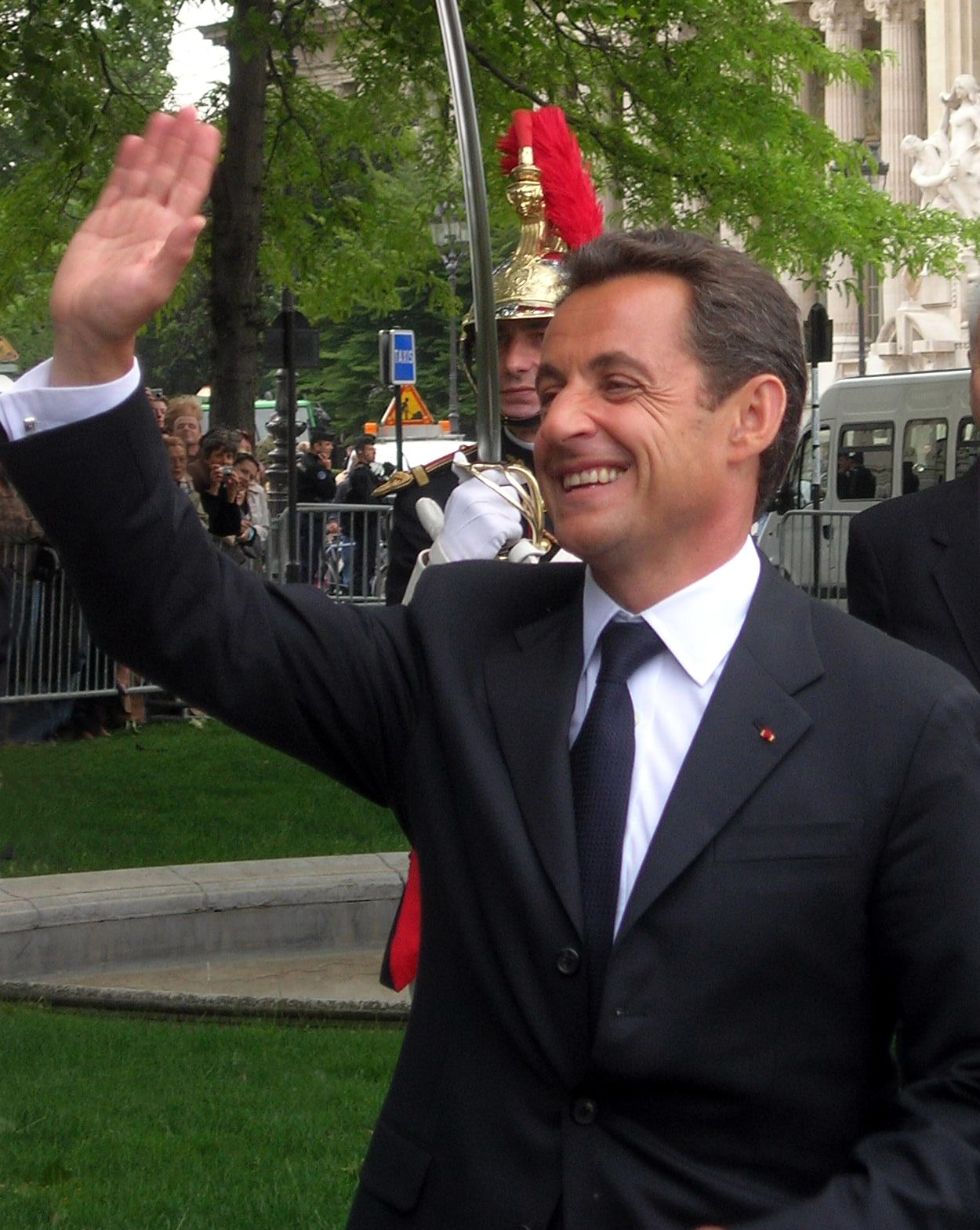
Nicolas Sarkozy am Tag seiner Amtseinführung

Bei seinem ersten Staatsbesuch als französischer Staatspräsident in Berlin erklärte Sarkozy am 16. Mai 2007, die deutsch-französische Freundschaft sei für Frankreich „heilig“ und könne durch nichts in Frage gestellt werden. Auch nach der Wahl zum Staatspräsidenten blieb er dabei, dass die Türkei keinen Platz in der EU habe. Einen Tag später ernannte Sarkozy seinen engen Vertrauten und Wahlkampfberater François Fillon zum Premierminister und am 18. Mai die 15 Minister des Kabinetts Fillon.
Nach der Präsidentschaftswahl forderte Sarkozy einen „klaren Auftrag“ der französischen Wähler zur Umsetzung seines wirtschaftsliberalen Reformprogramms. Bei den Parlamentswahlen am 10. und 17. Juni 2007 verfehlten jedoch die UMP und die mit ihr verbündete liberale Partei Nouveau Centre die angepeilte und nach Umfragen realistisch erscheinende Zweidrittelmehrheit klar. Das Parteibündnis von Sarkozy erzielte dennoch die absolute Mehrheit. Nach dem vorläufigen amtlichen Endergebnis gewannen UMP und NC 345 der insgesamt 577 Sitze in der Nationalversammlung, 14 Sitze weniger als bisher. Pressekommentare sprachen von der ersten Niederlage des neuen Präsidenten und sogar von einer „Schlappe“ Sarkozys.
Bei seiner ersten Reise nach Afrika als Präsident im Juli 2007 machte er klar, dass schlechtes Regieren nicht länger mit Entwicklungshilfe honoriert werden könne, und warb bei Afrikas Bildungselite dafür, in der Heimat zu bleiben. In einer leidenschaftlichen Rede am 26. Juli vor Studenten der Université Cheikh Anta Diop de Dakar bezeichnete Sarkozy die Kolonisation als großen Fehler. Sie sei aber nicht verantwortlich für alle aktuellen Probleme Afrikas. Die Afrikaner seien für ihre Entwicklung auch selbst zuständig. Sowohl von afrikanischen Intellektuellen als auch Afrika-Experten weltweit wurde die Rede kritisiert, weil Aussagen, dass „der afrikanische Mensch nur unzureichend die Geschichte betreten“ habe und „in einer stets gleichbleibenden Ordnung“ bleibe, an klassische koloniale und rassistische Muster erinnerten.
Um nach seinen schlechten Umfragewerten wieder an Popularität zu gewinnen, bemühte Sarkozy eines seiner klassischen Themen, die Einwanderungspolitik oder vielmehr das Problem der sans papiers, der in Frankreich lebenden Ausländer ohne Aufenthaltsgenehmigung. Für 2007 war dabei ein Ziel von 25.000 Abschiebungen ausgegeben worden, die zum Teil mit erheblichem Gewalteinsatz betrieben wurden; die Zahl wurde um 1.000 verfehlt.
Am 20. Dezember 2007 besuchte er Papst Benedikt XVI. in Rom. In der Lateranbasilika erhielt er den Titel des Ehrenkanonikers von St. Johannes im Lateran. Damit knüpft er an eine seit 1604 bestehende Tradition an, dass dieser Ehrentitel dem obersten Repräsentanten Frankreichs übertragen wird. Nur in der schlimmsten Phase des Kirchenkampfes zwischen 1905 und 1921 wurde die Tradition unterbrochen. In der Frage des Verhältnisses von Kirche und Staat ist er ein Anhänger des Konzeptes der positiven Laizität.
Im zweiten Halbjahr 2008 bekleidete Sarkozy das Amt des Vorsitzenden des Europäischen Rates.

#### Vorwurf der verdeckten Wahlkampffinanzierung
Laut einer Meldung von Le Monde vom 2. Juni 2010 behauptete ein luxemburgischer Polizeibericht, Sarkozy sei seinerzeit in eine illegale Finanzierung des Wahlkampfs von Édouard Balladur verstrickt gewesen. Die Vorwürfe wurden von der französischen Regierung zurückgewiesen. Der französische Untersuchungsrichter Marc Trévidic bestätigte 2010, dass „Retrokommissionen“ gezahlt worden seien.
In der noch nicht restlos geklärten Bettencourt-Affäre wird ihm vorgeworfen, mehrere Jahre lang illegale Spenden von Liliane Bettencourt (1922 bis 2017) in bar erhalten zu haben. Am 3. Juli 2012 – nachdem Sarkozy seine Immunität verloren hatte – durchsuchten Fahnder drei Adressen. Am 21. März 2013 erhob die Justiz in Bordeaux Anklage gegen Sarkozy. Der Untersuchungsrichter warf ihm vor, die körperlich und geistig schwache Gesundheit von Bettencourt ausgenutzt zu haben, um von ihr erhebliche Geldsummen für seinen Wahlkampf im Jahr 2007 zu erhalten. Im September 2019 entschied der Kassationshof, das höchste französische Gericht, dass eine Beschwerde Sarkozys gegen diesen Prozess unzulässig ist.

#### Sarkozy und der Fall der Berliner Mauer
Am 8. November 2009 behauptete Sarkozy auf seiner Facebook-Seite, schon am 9. November 1989 vormittags vom bevorstehenden Fall der Mauer unterrichtet gewesen zu sein, am selben Tag nach Berlin gereist zu sein und dem historischen Ereignis beigewohnt zu haben. Die Kritik an dieser Selbstdarstellung auch von Seiten der konservativen Presse entzündete sich an der Tatsache, dass selbst das Politbüro der SED am Morgen des 9. November nicht wusste, dass es am Nachmittag des gleichen Tages die Grenzöffnung für den Folgetag beschließen werde, viel weniger noch ein unbedeutender französischer Parlamentsabgeordneter.  Wahrscheinlicher ist, dass Sarkozy – wie für gaullistische Politiker üblich – am 9. November, dem Todestag von Charles de Gaulle, an der Gedenkfeier für den General in Colombey-les-Deux-Églises teilnahm. Auch gab es am 9. November 1989 – anders als Sarkozy behauptete – auf der Westseite des Brandenburger Tors keine auf die Öffnung wartende enthusiastische Menschenmenge und die Mauer wurde an diesem Tag nicht vom Osten aus mit Hammerschlägen angegriffen. Der mitgenannte Abgeordnete Alain Juppé konnte sich laut einem Radiointerview nicht genau an den Vorgang erinnern, insbesondere nicht an das Datum. Tatsächlich war Sarkozy nach den Recherchen der Tageszeitung Le Figaro erst am 16. November in Berlin. Um Sarkozys Darstellung zu retten, berichtete das Präsidialamt laut 20 Minutes in einer zweiten, nachgeschobenen Version der Berliner Besuche nun von einem heimlichen Besuch am 9. November und einem weiteren am 16. November.

#### Roma-Abschiebungen und Immigrationspolitik
Im Sommer 2010 erhob Sarkozy die innere Sicherheit zum Thema. Nach Straßenkrawallen kündigte er härtere Maßnahmen gegen Roma an sowie den Entzug der Staatsangehörigkeit von Straftätern ausländischer Herkunft. Zahlreiche illegale Roma-Wohnsiedlungen wurden geräumt und hunderte dort wohnende Menschen nach Rumänien und Bulgarien abgeschoben. Die Rückführungen an sich waren nicht ungewöhnlich, da Frankreich seit Anfang 2010 bereits circa 8.000 Roma in ihre Heimat ausgewiesen hatte; neu waren die Ankündigung kollektiver Ausweisungen und die medienwirksame Auflösung von Siedlungen.
Le Monde nannte die Ankündigung eines Entzugs der Staatsangehörigkeit einen Tabubruch, zum einen, weil er dabei zwischen alteingesessenen und eingebürgerten Franzosen unterscheide, und zum anderen, weil diese Ankündigung an das Vichy-Regime erinnere, das etwa 15.000 Menschen, großteils eingebürgerten Juden, die Nationalität entzog. Sarkozy präzisierte später, der Entzug der Staatsbürgerschaft solle für denjenigen gelten, der in Frankreich einen Polizisten töte oder lebensgefährlich verletze. Nachdem die französische Regierung beschlossen hatte, etwa 1000 Roma nach Bulgarien und Rumänien auszufliegen, protestierten im September 2010 Zehntausende von Franzosen in 130 Städten gegen Fremdenfeindlichkeit und Rassismus. Auch in Rumänien und Mazedonien kam es zu Protestdemonstrationen gegen diese Abschiebungen. Die Maßnahmen Frankreichs führten zu erheblichen Spannungen zwischen Frankreich und der Europäischen Kommission.

#### Militärische Intervention in Libyen
Nach Ausbruch des Bürgerkriegs in Libyen im Frühjahr 2011 entschied sich Sarkozy für die Anerkennung des Nationalen Übergangsrats als Gegenregierung durch Frankreich, setzte sich auf Ebene der Europäischen Union als Erster für gezielte Luftangriffe auf libysche Ziele ein und lud dann am 19. März 2011 zum Pariser Gipfeltreffen ein, das dem Internationalen Militäreinsatz in Libyen unmittelbar vorausging. Vom französischen Innenminister Claude Guéant wurde Sarkozy dafür gelobt, dass er „den Kreuzzug zur Mobilisierung des Sicherheitsrates der Vereinten Nationen, und dann die Arabische Liga und die Afrikanische Union“ angeführt hatte. Am 25. März sagte Sarkozy: „Jeder Herrscher muss verstehen, und vor allem jeder arabische Herrscher muss verstehen, dass die Reaktion der internationalen Gemeinschaft und Europas von nun an jedes Mal die Gleiche sein wird“. Über den französischen Philosophen Bernard-Henri Lévy heißt es, dass ein Anruf von ihm bei Sarkozy eine entscheidende Rolle bei dessen Entscheidung für die militärische Intervention gespielt habe. Der Schriftsteller Boualem Sansal erklärte Sarkozys Verhalten dagegen mit dem „Imageproblem“, das dieser „in der arabischen Welt“ gehabt habe, weil sein Premierminister und seine Außenministerin sich Urlaube von Diktatoren finanzieren ließen und weil er selbst Mubarak und Gaddafi in Paris hofiert hatte. Sarkozy habe lediglich seine Glaubwürdigkeit wiederherstellen wollen.

### Präsidentschaftswahl 2012

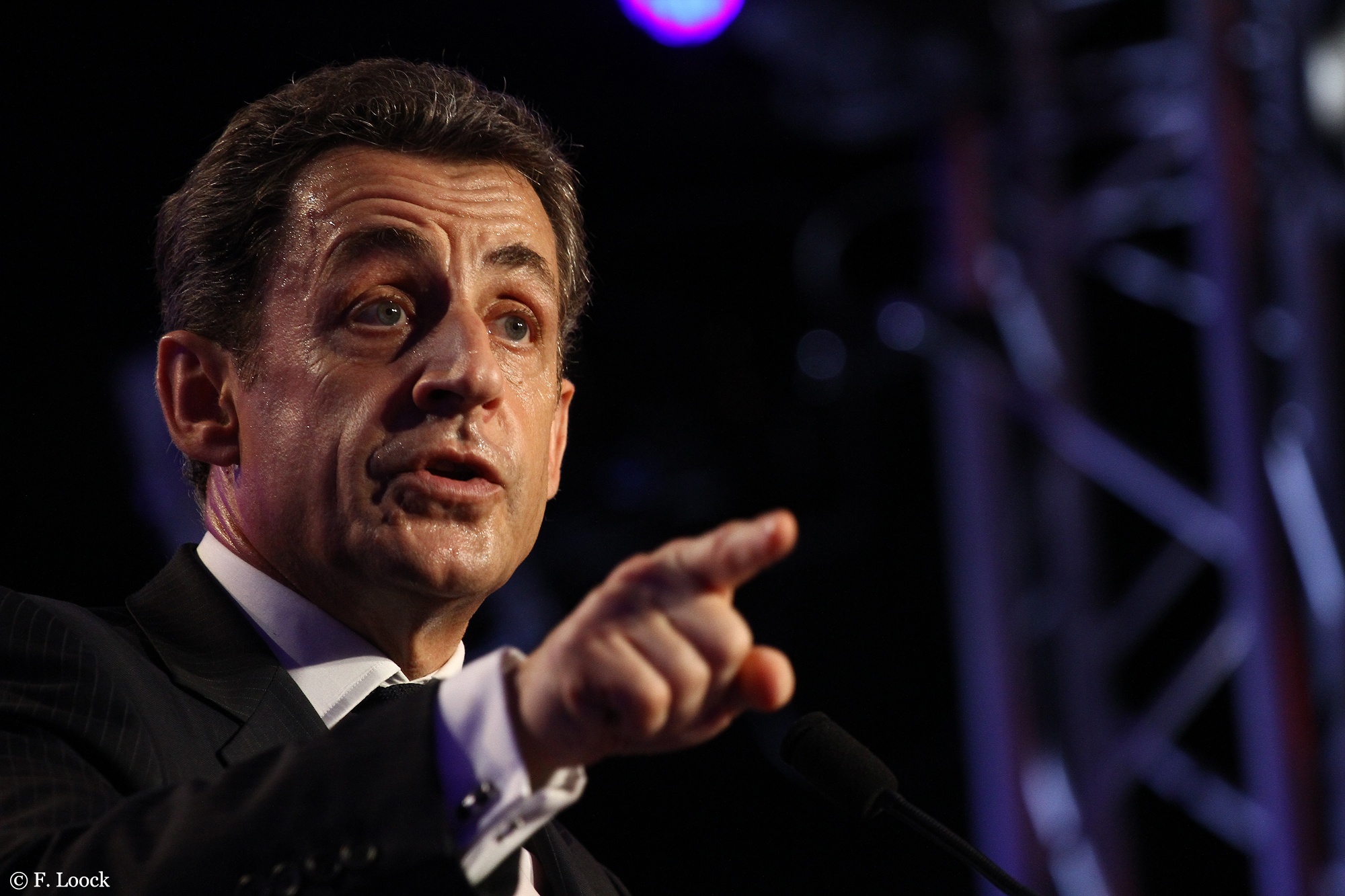
Sarkozy im Wahlkampf zur Präsidentschaftswahl 2012

Bei der ersten Runde der Präsidentschaftswahl am 22. April 2012 erreichte Nicolas Sarkozy mit 27,18 % der gültigen Stimmen als Zweitplatzierter hinter seinem sozialistischen Herausforderer François Hollande, welcher 28,63 % erzielte, den Einzug in den zweiten Wahlgang (Stichwahl).
Drei Tage vor der Stichwahl diskutierten die beiden Kandidaten live in einem Fernsehduell. Sarkozy hatte Hollande zu drei Duellen aufgefordert; Hollande hatte einem zugestimmt. Sarkozy hatte zuvor versucht, mit „rechten“ Themen wie innere Sicherheit und Zuwanderung Stimmen zu gewinnen, namentlich Stimmen von denen, die im ersten Wahlgang Marine Le Pen gewählt hatten. Den zweiten Wahlgang am 6. Mai 2012 verlor Sarkozy gegen Hollande mit 48,38 gegen 51,62 Prozent der Stimmen.

### Nach 2012
Als ehemaliger Staatspräsident ist Nicolas Sarkozy automatisch Mitglied des Conseil constitutionnel, des französischen Verfassungsgerichts. Im Juli 2013 erklärte er seinen Rücktritt aus dem Rat, nachdem dieser die Rückforderung der Wahlkampfkostenerstattung für Sarkozys Präsidentschaftskampagne 2012 (wegen Überschreitung der Obergrenze für die Ausgaben) bestätigt hatte. Da ein solcher Rücktritt nicht vorgesehen ist, bedeutet die Entscheidung, dass Sarkozy weiterhin Mitglied des Conseil constitutionnel ist, aber an dessen Sitzungen nicht teilnimmt.
Die Beanstandung der Wahlkampfkostenabrechnung für die Kampagne Sarkozys war auch verbunden mit einem Bußgeld gegen Sarkozy persönlich in Höhe von 360.000 Euro. Dieses bezahlte zunächst die UMP. Nachdem eine interne Revisionskommission diese Übernahme beanstandete und Anzeige gegen mehrere Führungspersonen der UMP wegen Untreue erstattete (die Verfahren wurden im September 2015 eingestellt), erstattete Sarkozy der UMP die übernommene Strafzahlung bei seiner Rückkehr in den Parteivorsitz.
Am 19. September 2014 kündigte Sarkozy seine erneute Kandidatur für den Vorsitz der UMP an. Er gewann die Urwahl zum Vorsitzenden am 30. November 2014 mit knapp 65 Prozent vor Bruno Le Maire mit knapp 30 Prozent der Stimmen. Dies wurde von Beobachtern auch als Vorbereitung einer erneuten Präsidentschaftskandidatur 2017 gewertet. Laut einer Umfrage im August 2015 lag er bei einer Bewerbung unter den Anhängern der Republikaner eine absolute Mehrheit von 52 Prozent, lag aber unter den Anhänger der Rechten und des Zentrums insgesamt mit 35 Prozent hinter Alain Juppé (40 Prozent) zurück.
Am 26. August 2016 kündigte Sarkozy seine Kandidatur für die Vorwahlen der Rechten und des Zentrums zur Präsidentschaftswahl 2017 an und trat gleichzeitig vom Vorsitz der Republikaner zurück, um die Neutralität der Parteiführung zu wahren. Bei der öffentlichen Vorwahl am 20. November 2016 schied Sarkozy mit 20,7 Prozent der Stimmen im ersten Wahlgang aus. Er kündigte am Wahlabend an, er werde sich mehr ins Private zurückziehen und bei der parteiinternen Stichwahl am 27. November 2016 François Fillon wählen.
Am 15. Juni 2025 wurde Sarkozy aus der Ehrenlegion ausgeschlossen, da laut den Regeln der Ehrenlegion ein rechtskräftig verurteilter Straftäter nicht Mitglied sein darf. Die zuvor einzige Aberkennung erfolgte bei Philippe Pétain, 1940 bis 1944 Staatschef des Vichy-Regimes.

## Strafverfahren
Gegen Sarkozy wurde und wird seit Ende seiner Präsidentschaft in mehreren Verfahren ermittelt. In einigen weiteren Verfahren galt er nicht als Beschuldigter, sondern als témoin assisté (am ehesten zu übersetzen mit „verdächtigter Zeuge“), weitere gegen ihn gerichtete Verfahren wurden eingestellt. Er bestreitet die gegen ihn erhobenen Vorwürfe vehement.

### Bestechung und Vorteilsgewährung
Im Zusammenhang mit Ermittlungen gegen Unbekannt wegen illegaler Wahlkampffinanzierung – die UMP soll für die Präsidentschaftswahl 2007 rund 5 Millionen Euro aus dem Umfeld Muammar al-Gaddafis erhalten haben – wurden Abhörprotokolle von Telefongesprächen Sarkozys mit seinem Anwalt bekannt. In diesen Telefonaten soll Sarkozy von einem Juristen am Kassationsgerichtshof vertrauliche Informationen über Ermittlungen in der Affäre Woerth-Bettencourt erhalten haben, dem Juristen habe er im Gegenzug Unterstützung bei dessen Bewerbung um einen Posten in Monaco versprochen. Am 1. Juli 2014 wurde Sarkozy im Zuge dieser Ermittlungen in Polizeigewahrsam genommen. Es war das erste Mal, dass ein ehemaliger französischer Präsident in Polizeigewahrsam genommen wurde. Sarkozy wurde nach mehr als 14-stündiger Befragung nach Mitternacht zwei Ermittlungsrichtern vorgeführt, die gegen ihn ein Strafverfahren wegen Korruption, illegaler Einflussnahme und Verletzung des Ermittlungsgeheimnisses eröffneten. Im März 2016 bestätigte der Kassationsgerichtshof, dass die Abhörprotokolle im Ermittlungsverfahren und einem möglichen Strafprozess verwendet werden dürfen. Am 23. November 2020 begann das Hauptverfahren gegen Sarkozy.
In dieser Affäre Sarkozy-Azibert oder Affäre Bismuth verurteilte das Pariser Tribunal correctionnel Sarkozy im März 2021 wegen Bestechung und Vorteilsgewährung (corruption active et trafic d’influence) zu einer Freiheitsstrafe von drei Jahren, von denen zwei Jahre zur Bewährung ausgesetzt wurden und ein Jahr als Hausarrest mit elektronischer Fußfessel vollstreckt werden soll. Er ist der erste ehemalige Staatspräsident Frankreichs, der zu einer unbedingten Freiheitsstrafe verurteilt wurde. Auch wurde ihm das Recht, zu wählen sowie öffentliche Ämter auszuüben, für drei Jahre entzogen. Zwar bestätigte das Berufungsgericht das Urteil im Mai 2023, Sarkozy legte dagegen aber noch Kassationsbeschwerde ein. Im Dezember 2024 bestätigte der Kassationshof das Urteil in letzter Instanz. Nachdem er drei Monate lang die elektronische Fußfessel getragen hatte, wurde diese Strafe im Mai 2025 vorzeitig ausgesetzt.

### Illegale Wahlkampffinanzierung
Seit Februar 2016 war Sarkozy Beschuldigter im Ermittlungsverfahren zur Affäre Bygmalion, in der es um illegale Wahlkampffinanzierung geht. Die Werbeagentur Bygmalion soll dabei Leistungen für die Präsidentschaftskampagne 2012 in Höhe von rund 20 Millionen Euro nicht dem dafür zuständigen Organisationskomitee, sondern der UMP direkt in Rechnung gestellt haben. Damit sollte nach Auffassung der Staatsanwaltschaft eine Überschreitung der Kostenobergrenze für den Wahlkampf verschleiert werden. Eine solche Überschreitung hätte den Wegfall der Wahlkampfkostenerstattung zur Folge gehabt (die nach 2012 durch ein Urteil der zuständigen Kommission bereits wegen anderer Unregelmäßigkeiten entfiel, in diesem Zusammenhang musste Sarkozy eine Geldbuße zahlen). Im September 2016 beantragte die Staatsanwaltschaft die Eröffnung eines Strafprozesses gegen Sarkozy und 13 weitere Beschuldigte, im Februar 2017 stimmte der Ermittlungsrichter dem zu. Der Prozess wurde im März 2021 eröffnet. Am 30. September 2021 wurde Sarkozy wegen illegaler Wahlkampffinanzierung zu einem Jahr Haft ohne Bewährung verurteilt. Das Gericht entschied, dass die Strafe die Form eines elektronisch überwachten Hausarrests haben soll. Im Berufungsverfahren wurde mit Urteil vom 14. Februar 2024 die einjährige Haftstrafe bestätigt, davon aber sechs Monate zur Bewährung ausgesetzt. Gegen diese Entscheidung legte Sarkozy Revision ein.
Sarkozy wird ebenfalls vorgeworfen, für seinen Wahlkampf 2007 Zahlungen aus Libyen angenommen zu haben. In diesem Verfahren wurde er im März 2018 und erneut im Oktober 2020 für Vernehmungen in Polizeigewahrsam genommen. Am 11. November 2020 zog der Hauptbelastungszeuge seine Beschuldigung gegen Sarkozy zurück; die Ermittlungsbehörden erklärten aber, weiter zu ermitteln, da sich die Vorwürfe nicht ausschließlich auf diesen Zeugen stützten.

## Privatleben

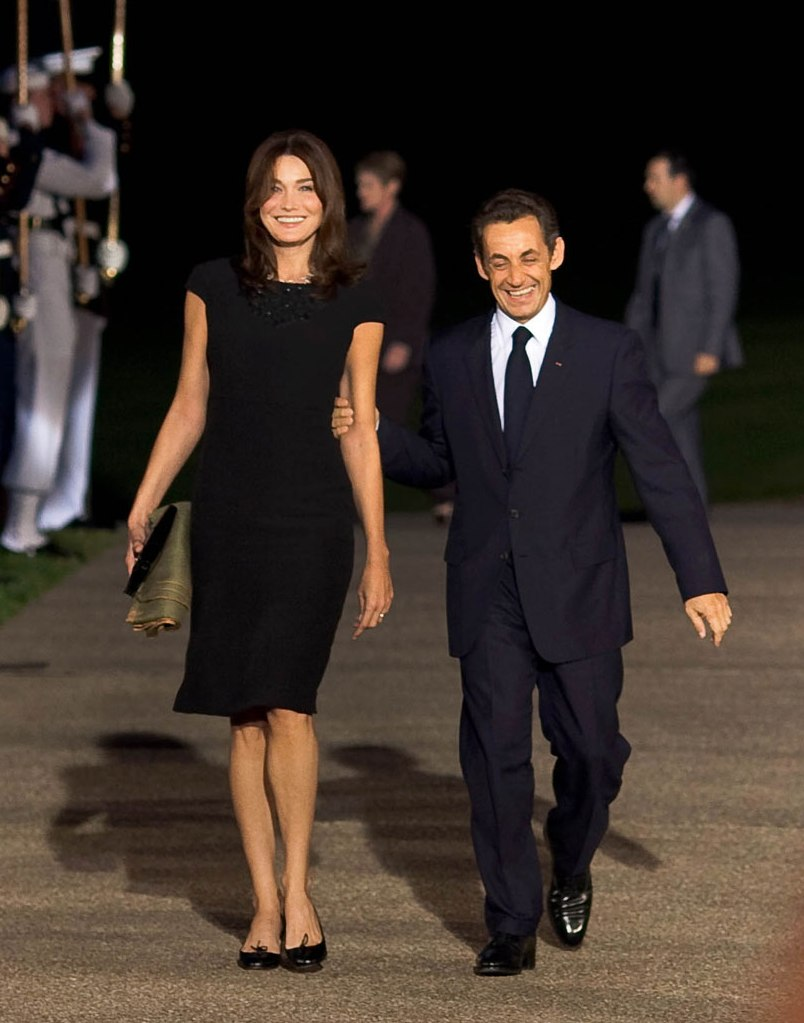
Sarkozy mit seiner Ehefrau Carla Bruni (2009)

Nicolas Sarkozy hat dreimal geheiratet und ist Vater dreier Söhne und einer Tochter. In erster Ehe war er ab September 1982 mit Marie-Dominique Culioli verheiratet, aus der Ehe gingen die Söhne Pierre (* 1985) und Jean (* 1986) hervor.
Am 23. Oktober 1996 heiratete er Cécilia Ciganer-Albéniz, deren erste Trauung mit Jacques Martin er 1984 in seiner Rolle als Bürgermeister des Pariser Vororts Neuilly-sur-Seine selbst vollzogen hatte. Sie brachte aus dieser Ehe zwei Töchter mit. Am 28. April 1997 wurde ihr gemeinsamer Sohn Louis geboren. Im Sommer 2005 wurde das Scheitern der Ehe öffentlich. Im Januar 2006 wurde die Nachricht bekannt, das Ehepaar Sarkozy versuche einen gemeinsamen Neuanfang. Nach der Wahl Sarkozys zum Präsidenten übernahm Cécilia Sarkozy einzelne politische Aufgaben wie den umstrittenen Besuch bei Muammar al-Gaddafi in Libyen, der zur Freilassung inhaftierter bulgarischer Krankenschwestern beitrug, füllte jedoch die Rolle der Première Dame (ersten Dame) nicht nach herkömmlichen Vorstellungen aus. Am 18. Oktober 2007 gab der Élysée-Palast die Trennung und einvernehmliche Scheidung des Paares bekannt; öffentliche Spekulationen über die Gründe endeten bald.
Am 2. Februar 2008 heirateten Sarkozy und die italienisch-französische Sängerin Carla Bruni in Paris. Die seit Dezember 2007 öffentliche Liaison war weltweit auf enormes Medienecho gestoßen und hatte auch politisch für Aufsehen gesorgt, weil Bruni Sarkozy als nicht verheiratete Partnerin auf offizielle Empfänge in islamisch geprägte Länder und nach Indien begleiten sollte. Am 19. Oktober 2011 kam eine gemeinsame Tochter namens Giulia zur Welt. Sarkozy wurde als erster französischer Präsident während seiner Amtszeit Vater.

## Ehrungen und Auszeichnungen

Wappen Sarkozys als Ritter des Ordens vom Goldenen Vlies (Spanien)

- Ritter (2004) und Großkreuz (2007) der Ehrenlegion (2025 ausgeschlossen)
- Großkreuz des Ordens Karls III. (2004)
- Ehrenkanonikus der Erzbasilika San Giovanni in Laterano (2007–2012)
- Großkreuz des Ordre national du Mérite (2007)
- Großkreuz des Ordens des heiligen Karl (2008)
- Knight Grand Cross des Order of the Bath (2008)
- Collane des Ordens vom Kreuz des Südens (2009)
- Collane des Ordens Karls III. (2009)
- Ehrenmedaille der Spezialeinheit Terrorbekämpfung (RAID) der französischen Polizei
- Komtur des belgischen Leopolds-Ordens
- Orden des Fürsten Jaroslaw des Weisen I. Klasse (2010)
- Ritter des spanischen Orden vom Goldenen Vlies (2011)

## Schriften
- Georges Mandel, le moine de la politique. Grasset, Paris 1994, ISBN 2-246-46301-7. (franz.)
- Libre. Robert Laffont-Fixot, Paris 2001, ISBN 2-266-13303-9. (franz.)
- Nicolas Sarkozy u. a.: La République, les religions, l’espérance: entretiens avec Thibaud Collin et Philippe Verdin. Éd. du Cerf, Paris 2004, ISBN 2-204-07283-4. (franz.)
- Témoignage. XO éditions, Paris 2006, ISBN 2-84563-287-8. (franz.). Englische Version: Testimony: France in the Twenty-First Century. Pantheon Books 2007, ISBN 0-375-42505-5. Deutsche Version:  Was zu tun ist. Frankreich, Europa und die Welt im 21. Jahrhundert. C. Bertelsmann, München 2007, ISBN 978-3-570-01015-0.
- Ensemble. XO éditions, Paris 2007, ISBN 2-84563-345-9. (franz.)
- La France pour la vie. Plon, Paris 2016, ISBN 978-2-259-24894-5 (franz.)
- Die Zeit der Stürme. Band I, Autobiographie, Morstadt Verlag, Kehl am Rhein 2021, ISBN 978-3-88571-397-5.